# Promesa al amanecer
Promesa al amanecer,  título original en francés La Promesse de l'aube, es el nombre de una película franco-belga del 2017 de género drama y biográfica, escrita y dirigida por Éric Barbier. Está protagonizada por Charlotte Gainsbourg y Pierre Niney. Es la adaptación de la novela de Romain Gary (1960) y la película homónima de Jules Dassin.

## Sinopsis
Adaptación de la novela autobiográfica de Romain Gary, en el que recuerda su juventud en Lituania, su éxodo con su familia al sur de Francia para escapar de las consecuencias de la llegada al poder de Hitler en Alemania y su carrera en las Fuerzas Aéreas francesas.

## Reparto
- Pierre Niney: Roman Kacew - Romain Gary[3]
  - Pawel Puchalski: Roman Kacew, 8-10 años
  - Nemo Schiffman: Roman Kacew, 14-16 años
- Charlotte Gainsbourg: Mina Kacew, madre de Romain Gary
- Didier Bourdon:[4] Alex Gubernatis
- Jean-Pierre Darroussin: Zaremba
- Catherine McCormack: Lesley Blanch
- Finnegan Oldfield: Arnaud Langer
- Pascal Gruselle: coronel Sallon
- Alexandre Picot: como el sargento Dufour

## Premios y nominaciones
- Festival de Busan : selección oficial.
- Premios Lumières : Nominación como mejor Actriz a Charlotte Gainsbourg.
- Premios César : 4 nominaciones; mejor actriz (Gainsbourg), guion adaptado, vestuario y decorado.